# Ханнане, Мортеза
Мортеза Ханнане (перс. مرتضی حنانه‎; 1 марта 1923 — 17 октября 1989) — иранский композитор, трубач и дирижёр.
Учился в Тегеранской консерватории, ученик Парвиза Махмуда. В 1950-е гг. непродолжительное время возглавлял Тегеранский симфонический оркестр, в 1960-е основал оркестр Фараби при Тегеранском радио.
Важнейшие сочинения Ханнане — увертюра «Хазар-Дастан», сюита «Памяти Фирдоуси» для голоса и фортепиано, а также музыка к многим иранским кинофильмам.